# Julia Chanourdie
Julia Chanourdie (* 25. června 1996) je francouzská reprezentantka ve sportovním lezení. Vítězka Rock Masteru v duelu, akademická vicemistryně světa a vicemistryně Francie v lezení na obtížnost, akademická vicemistryně světa v boulderingu.

## Výkony a ocenění
- 2013,2014: vítězka v celkovém hodnocení Evropského poháru juniorů
- 2016: na prvním akademickém mistrovství světa získala zlato a stříbro
- 2016: nominace na Světové hry 2017 v polské Vratislavi, kde získala bronz
- 2017: nominace na prestižní mezinárodní závody Rock Master v italském Arcu, kde zvítězila v duelu[1]
- 2018: akademická mistryně světa

### Sportovní výstupy ve skalách
- 2016: L'avaro, 8c+[2]
- 20.7.2017: La Chambotte, 8c
- 25.3.2017: Toit de Sarre, 9a[3]

### Závodní výsledky
| Světové hry | Světové hry |
| Rok         | 2017        |
| ----------- | ----------- |
| Obtížnost   | 3           |

| Arco Rock Master | Arco Rock Master |
| Rok              | 2017             |
| ---------------- | ---------------- |
| Duel             | 1                |

| Mistrovství světa | Mistrovství světa | Mistrovství světa |
| Rok               | 2012              | 2016              |
| ----------------- | ----------------- | ----------------- |
| Obtížnost         | 25                | 6                 |

| Světový pohár | Světový pohár | Světový pohár | Světový pohár | Světový pohár      | Světový pohár     | Světový pohár          | Světový pohár |
| Rok           | 2012          | 2013          | 2014          | 2015               | 2016              | 2017                   | 2018          |
| ------------- | ------------- | ------------- | ------------- | ------------------ | ----------------- | ---------------------- | ------------- |
| Obtížnost     | 53-56         | 49            | 23            | 11                 | 8                 | 5                      |               |
| jednotlivě*   |               |               |               | 9,-,5,14, 10,16,22 | 9,6,8,6 ,13,12,11 | 4,11-13,,5, · 4,4,6,10 |               |
|               |               |               |               |                    |                   |                        |               |
| Rychlost      |               |               |               |                    |                   |                        |               |
| jednotlivě*   |               |               |               |                    |                   |                        | 54            |
|               |               |               |               |                    |                   |                        |               |
| Bouldering    | —             | —             | —             | —                  | —                 | —                      |               |
| jednotlivě*   | —             | ,32,          | —             | ,31-32,            | —                 | —                      | ,29,63,       |
|               |               |               |               |                    |                   |                        |               |
| Kombinace     |               |               |               |                    |                   | 11                     |               |

* pozn.: nalevo jsou poslední závody v roce;
v roce 2017 se kombinace počítala i za jednu disciplínu
| Akademické mistrovství světa | Akademické mistrovství světa | Akademické mistrovství světa |
| Rok                          | 2016                         | 2018                         |
| ---------------------------- | ---------------------------- | ---------------------------- |
| Obtížnost                    | 1                            | 4                            |
| Rychlost                     |                              | 11                           |
| Bouldering                   | 2                            | 3                            |
| Kombinace                    |                              | 1                            |

| Mistrovství Evropy | Mistrovství Evropy | Mistrovství Evropy | Mistrovství Evropy |
| Rok                | 2013               | 2015               | 2017               |
| ------------------ | ------------------ | ------------------ | ------------------ |
| Obtížnost          | 15-16              | 16                 | 9                  |

| Mistrovství Francie | Mistrovství Francie | Mistrovství Francie | Mistrovství Francie | Mistrovství Francie | Mistrovství Francie |
| Rok                 | 2012                | 2013                | 2015                | 2016                | 2017                |
| ------------------- | ------------------- | ------------------- | ------------------- | ------------------- | ------------------- |
| Obtížnost           | 3                   | 3                   | 2                   | 2                   | 2                   |
| Bouldering          |                     |                     |                     |                     | 2                   |

| Evropský pohár juniorů | Evropský pohár juniorů | Evropský pohár juniorů |
| Rok                    | 2013 kat. A            | 2014 kat. A            |
| ---------------------- | ---------------------- | ---------------------- |
| Obtížnost              |                        | 1                      |
| jednotlivě*            |                        |                        |
|                        |                        |                        |
| Bouldering             | 1                      |                        |
| jednotlivě*            |                        |                        |

* pozn.: nalevo jsou poslední závody v roce